# 1036 (szám)
Az 1036 (római számmal: MXXXVI) az 1035 és 1037 között található természetes szám.

## A szám a matematikában
A tízes számrendszerbeli 1036-os a kettes számrendszerben 10000001100, a nyolcas számrendszerben 2014, a tizenhatos számrendszerben 40C alakban írható fel.
Az 1036 páros szám, összetett szám. Kanonikus alakja 22 · 71 · 371, normálalakban az 1,036 · 103 szorzattal írható fel. Tizenkét osztója van a természetes számok halmazán, ezek növekvő sorrendben: 1, 2, 4, 7, 14, 28, 37, 74, 148, 259, 518 és 1036.
Az 1036 három szám valódiosztó-összegeként áll elő, ezek a 700, 1072 és 2066.

## Csillagászat
- 1036 Ganymed kisbolygó